# کبوتر دم‌حلقه‌دار
 کبوتر دم‌حلقه‌دار (نام علمی: Patagioenas caribaea) نام یک گونه از سرده کبوتر میدانی آمریکایی است.